# Белохвостая полёвка
Белохвостая полёвка (лат. Alticola albicaudus) — вид млекопитающих из семейства хомяковых (Cricetidae).

## Типовое местонахождения
Этот вид был впервые описан Фредериком В. Тру в 1894 году из долины Бралду в Балтистане в Индии.

## Распространение
Этот малоизученный вид был обнаружен в гималайских частях Балтистана (долина Бралду, Нахр-Нулла) и Ладакх (Фьянг-Нулла) в спорном Кашмирском регионе. Карта ареала этого вида предварительная. В типовая местность находится на спорной территории, где было организовано или проведено не так много исследований дикой природы.

## Систематика
Относится к подроду Alticola, группе видов A. roylei—A. argentatus. Хотя обычно этот вид включался в A. roylei, Хинтон  ранее указывал на специфические диагностические признаки albicaudus. О. Л. Россолимо и И. Я. Павлинов в 1992 году подтвердили видовой статус этой формы, полностью переописали этот вид, сопоставив его с морфологически сходными формами. Altiola acmaeus, описанный Шварцем  в 1938 году представляет другую популяцию A. albicaudus, что подтвердило  и проведённое  Массером и Карлтоном исследование голотипа. Нет указаний на наличие подвидов в базе данных "Каталог жизни".
Этот грызун обитает в регионе Кашмир в Пакистане и Индии и, возможно, дальше на восток в Гималаях. Этот вид, как и другие представители того же рода, должен отдавать предпочтение кустарниковым лесам в каменистых регионах.  Диапазон высот, где обитает этот вид, составляет от 3600 до 4250 метров над уровнем моря.

## Описание
Длина тела от 10,1 до 10,8 см  и хвост длиной от 2,8 до 3,2 см. Информация о весе отсутствует. Серый мех наверху имеет местами рыжеватый оттенок, а на брюшке шерсть от светло-серого до белесого цвета. Белые или светло-серые волосы на хвосте образуют пучок (или маленькую кисточку), которая слегка выступает за кончик хвоста. У самок четыре пары сосков.

## Статус, опасности и охрана
Комитет, учредивший международную программу защиты мелких млекопитающих в южной Азии, предполагает, что популяция Alticola albicaudus находится под угрозой исчезновения. Из-за непрекращающегося конфликта в Кашмире удовлетворительные исследования отсутствуют. МСОП перечисляет виды с дефицитом данных (DD).